# Цепь Каннингема
Цепь Каннингема (цепь почти удвоенных чисел) — последовательность простых чисел определённого вида, названо в честь математика Алана Каннингема.
Цепь Каннингема первого рода длины n — это последовательность простых чисел (p1,…,pn), таких что для всех 1 ≤ i < n, pi+1 = 2 pi + 1 (следовательно, каждый член этой цепи, за исключением последнего, является числом Софи Жермен, а за исключением первого — безопасным простым числом): {\displaystyle p_{2}=2p_{1}+1}, {\displaystyle p_{3}=4p_{1}+3}, {\displaystyle p_{4}=8p_{1}+7}, …, {\displaystyle p_{i}=2^{i-1}p_{1}+(2^{i-1}-1)}.
Цепь Каннингема второго рода длины n — это последовательность простых чисел (p1,…,pn), таких что для всех 1 ≤ i < n, pi+1 = 2 pi — 1 : {\displaystyle p_{i}=2^{i-1}p_{1}+(2^{i-1}+1)}
Цепи Каннингема иногда обобщают как последовательность простых чисел (p1,…,pn), таких что для всех 1 ≤ i < n, pi+1 = api + b для фиксированных взаимно простых целых a, b. Такая цепь называется обобщённой цепью Каннингема.
Цепь Каннингема называется полной, если не может быть продолжена, то есть если предшествующий и последующий член последовательности не будут простыми.
Цепи Каннингема сейчас признаны полезными для криптографических систем, поскольку «они обеспечивают две конкурентные приемлемые установки для схемы шифрования Эль-Гамаля, которые могут быть использованы в любом месте, где проблема вычисления дискретного логарифма трудна».

## Самые большие известные цепи Каннингема
Согласно гипотезе Диксона и более общей гипотезе H Шинцеля, большинством учёных полагающимся верными, для любого k имеется бесконечное число цепей Каннингема длины k. Нет, однако, известного метода генерации таких цепей.
| k  | Тип | p1 (начальное простое)                                                                      | Число цифр | Год  | Обнаружил             |
| -- | --- | ------------------------------------------------------------------------------------------- | ---------- | ---- | --------------------- |
| 1  |     | 257885161 − 1                                                                               | 17425170   | 2013 | GIMPS / Curtis Cooper |
| 2  | 1st | 183027×2265440 − 1                                                                          | 200701     | 2012 | T. Wu                 |
| 3  | 1st | 914546877×234772 − 1                                                                        | 10477      | 2010 | T. Wu                 |
| 4  | 1st | 1249097877×6599# − 1                                                                        | 2835       | 2011 | Michael Angel         |
| 5  | 1st | 4250172704×2749# − 1                                                                        | 1183       | 2012 | D. Augustin           |
| 6  | 1st | 37488065464×1483# − 1                                                                       | 633        | 2010 | D. Augustin           |
| 7  | 1st | 162597166369×827# − 1                                                                       | 356        | 2010 | D. Augustin           |
| 8  | 2nd | 1148424905221×509# + 1                                                                      | 224        | 2010 | D. Augustin           |
| 9  | 1st | 65728407627×431# − 1                                                                        | 185        | 2005 | D. Augustin           |
| 10 | 1st | 2×73853903764168979088206401473739410396455001112581722569026969860983656346568919×151# − 1 | 140        | 2013 | Primecoin             |
| 11 | 1st | 73853903764168979088206401473739410396455001112581722569026969860983656346568919×151# − 1   | 140        | 2013 | Primecoin             |
| 12 | 2nd | 263663326886409378473341387047271336974122837948496277769621396327294641140893808×43# + 1   | 97         | 2013 | Primecoin             |
| 13 | 1st | 1753286498051×71# − 1                                                                       | 39         | 2005 | D. Augustin           |
| 14 | 2nd | 335898524600734221050749906451371                                                           | 33         | 2008 | J. K. Andersen        |
| 15 | 2nd | 28320350134887132315879689643841                                                            | 32         | 2008 | J. Wroblewski         |
| 16 | 2nd | 2368823992523350998418445521                                                                | 28         | 2008 | J. Wroblewski         |
| 17 | 2nd | 1302312696655394336638441                                                                   | 25         | 2008 | J. Wroblewski         |

q# обозначает примориал 2×3×5×7×…×q.
К 2011 году самая большая известная цепь Каннингема любого рода имеет длину 17. Первая найдена была цепь первого рода, начинающаяся с 2759832934171386593519, (найдена Ярославом Вроблевским в 2008 году).

## Совмещаемость цепей Каннингема
Пусть нечётное простое число {\displaystyle p_{1}} — первое число в цепи Каннингема первого рода. Поскольку первое число нечётное, {\displaystyle p_{1}\equiv 1{\pmod {2}}}. Так как все последующие числа в цепи равны {\displaystyle p_{i+1}=2p_{i}+1}, то {\displaystyle p_{i}\equiv 2^{i}-1{\pmod {2^{i}}}}. Отсюда, {\displaystyle p_{2}\equiv 3{\pmod {4}}}, {\displaystyle p_{3}\equiv 7{\pmod {8}}}, и так далее.
Это свойство неформально можно наблюдать при представлении чисел в двоичном виде (заметьте, что для любого основания умножение числа на основание приводит к сдвигу цифр влево) Если мы представим {\displaystyle p_{i+1}=2p_{i}+1} в двоичном виде, мы увидим, что при умножении {\displaystyle p_{i}} на 2 младший знак числа {\displaystyle p_{i}} становится вторым знаком числа {\displaystyle p_{i+1}}. Поскольку {\displaystyle p_{i}} нечетно, младший знак равен 1 и он становится вторым справа знаком {\displaystyle p_{i+1}}. И, наконец, мы видим, что {\displaystyle p_{i+1}} станет нечётным при прибавлении 1 к {\displaystyle 2p_{i}}. Таким образом, производные простые в цепи Каннингема получаются сдвигом двоичного числа влево на одну позицию и заполнением освободившейся позиции единицей. Для примера приводим полную цепь длины 6, начинающуюся с 141361469:
| Binary                            | Decimal    |
| 1000011011010000000100111101      | 141361469  |
| 10000110110100000001001111011     | 282722939  |
| 100001101101000000010011110111    | 565445879  |
| 1000011011010000000100111101111   | 1130891759 |
| 10000110110100000001001111011111  | 2261783519 |
| 100001101101000000010011110111111 | 4523567039 |

Аналогичный результат можно получить и для цепей второго рода. Заметим, что из {\displaystyle p_{1}\equiv 1{\pmod {2}}} и отношения {\displaystyle p_{i+1}=2p_{i}-1} следует, что {\displaystyle p_{i}\equiv 1{\pmod {2^{i}}}}. В двоичной записи простые числа в цепи Каннингема второго рода кончаются на «0…01», где для любого {\displaystyle i} число нулей для {\displaystyle p_{i+1}} на единицу больше числа нулей {\displaystyle p_{i}}. Как и в случае чисел первого рода, биты слева от этих сдвигаются влево на одну позицию в каждом последующем члене цепи.